# روسوش
روسوش (بالروسية: Россошь) هي إحدى مدن روسيا في الكيان الفدرالي الروسي فورونيج أوبلاست.